# Harry Treadaway
Harry John Newman Treadaway (ur. 10 września 1984 w Exeter) – brytyjski aktor filmowy i telewizyjny.

## Życiorys

### Młodość i wykształcenie
Urodził się w Exeter jako jeden z bliźniaków – syn nauczycielki szkoły podstawowej i architekta. Ma dwóch braci: starszego Sama, artystę, i starszego bliźniaka, aktora Luke’a. W szkole średniej ze swoim bratem bliźniakiem założył punkowy zespół Lizardsun. Kształcił się w Queen Elizabeth’s Community College w Crediton. W 2006 ukończył szkołę aktorską London Academy of Music and Dramatic Art.

### Kariera
Wraz z bratem byli pierwszymi bliźniakami, którzy w wieku 16 lat zostali przyjęci do National Youth Theatre.
Z bratem debiutował w 2005 w mockumencie Brothers of the Head o braciach syjamskich z Wielkiej Brytanii. W 2009 grał w Royal Court Theatre w Over There. Wystąpił następnie m.in. w Mieście cienia, The Disappeared i Ostatniej klątwie. Wcielił się też w postać doktora Viktora Frankensteina w serialu telewizyjnym Dom grozy.

## Filmografia
Filmy
- 2005: Brothers of the Head  jako Tom Howe
- 2007: Recovery jako Dean Hamilton
- 2007: Control jako Stephen Morris
- 2008: Miasto cienia jako Doon Harrow
- 2008: The Disappeared  jako Matthew Ryan
- 2009: Fish Tank jako Billy
- 2010: Toksyczna miłość jako Nikko
- 2011: Albatros jako Jake
- 2011: The Night Watch jako Duncan Pearce
- 2011: Ostatnia klątwa jako James Furlong
- 2012: Rabusie kontra zombie jako Andy Macguire
- 2013: Jeździec znikąd jako Frank
- 2014: Honeymoon jako Paul

Seriale TV
- 2005: Życie po życiu jako Liam (gościnnie)
- 2007: Cape Wrath jako Mark Brogan (gościnnie)
- 2013: Truckers jako Glen Davies
- 2014: Dom grozy jako Viktor Frankenstein
- 2019: The Crown jako Roddy Llewellyn
- 2020: Star Trek: Picard jako Narek[8]